# وست وارویک
وست وارویک (انگلیسی: West Warwick, Rhode Island) روستایی در ماساچوست ایالات متحده آمریکاست.